# Verrua Po
Verrua Po är en ort och kommun i provinsen Pavia i regionen Lombardiet i Italien. Kommunen hade 1 259 invånare (2018).